# Ченцов Віктор Васильович
Віктор Васильович Ченцов  (нар. 2 листопада 1961, Коктаський район, Карагандинської області, Казахської РСР) — доктор історичних наук, доктор наук з державного управління, професор (2003), ректор Академії митної служби України (2006-2010), перший проректор Університету митної справи та фінансів, голова Вченої ради Університету митної справи та фінансів, академік Академії політичних наук, Заслужений діяч науки і техніки України, почесний громадянин м. Дніпра.

## Життєпис

### Освіта
Закінчив Дніпропетровський державний університет (1983) за спеціальністю «Історія», здобувши кваліфікацію історика, викладача історії та суспільствознавства. В 1992 році захистив дисертацію за темою «Документи органів державної безпеки як джерело з соціально-політичної історії України в 1921—1925 роках» здобувши ступінь кандидата історичних наук. В 2001 році отримав звання доцента та захистив дисертацію за темою «Політичні репресії в радянській Україні» здобувши ступінь доктора історичних наук. В 2003 році присуджено звання професора. В квітні 2014 року захистив дисертацію за темою «Механізми державного управління митною справою: порівняльний аналіз» здобувши ступінь доктора наук з державного управління.

### Професійна діяльність
Віктор Ченцов має 25 років досвіду підготовки митних офіцерів, державних службовців. Є автором більш ніж 280 публікацій з проблем історії та сучасної діяльності спеціальних і митних служб світу, механізмів державного управління та проблем правничої діяльності. Підготував трьох докторів та трьох кандидатів наук. Свою викладацьку діяльність розпочав в  1983 році  викладачем гуманітарних дисциплін у Дніпропетровському технікумі електрифікації сільського господарства.  
Протягом 1987–1997 р.  — співробітник спецслужб України, займався питаннями комунікації, інформаційно-аналітичною діяльністю, реабілітацією громадян, що постраждали від політичних переслідувань. 
Ченцов В. В. багато зробив для відновлення чесного імені багатьох репресованих громадян України. Член редакційних колегій з видань за програмою «Реабілітовані історією», у т.ч.: Реабілітовані історією. Науково-документальна серія книг у 27 томах; політичні репресії в Радянській Україні в 20-ті роки; Важкий шлях до правди. Наукове осмислення репресивної політики радянського тоталітаризму на Дніпропетровщині та інші.  
У період 1997—1998 р.р.  — доцент кафедри державного та конституційного права Академії митної служби України, викладач гуманітарних дисциплін. У період 1998—2005  — начальник факультету післядипломної освіти, читав лекції, проводив круглі столи, дискусії із співробітниками митниць; організовував підвищення кваліфікації керівних кадрів Державної митної служби України. В 2005—2006  р. — працював першим проректором Академії митної служби, організовував підготовку кадрів для митних органів відповідно до професійних стандартів Всесвітньої митної організації.
З 2006 - ректор Академії митної служби України, організовував відкриття Регіонального навчального центру Всесвітньої митної організації у Дніпропетровську, проводив міжнародні семінари разом з міжнародними організаціями EUBAM, ВМО. З 2010 р. - директор інституту післядипломної освіти, проводив підвищення кваліфікації для кадрів митної системи України, а в період  2011—2013 — професор кафедри державної служби та митної справи, організовував та здійснював керівництво за проходженням практики студентів Академії митної служби України. 2013—2015 — в.о. ректора Академії митної служби України, Університету митної справи та фінансів, ініціював створення Університету, брав участь у розробці Постанови Кабінету Міністрів України про створення УМСФ.  З 2015 перший проректор Університету митної справи та фінансів, Голова Вченої ради Університету митної справи та фінансів.
Ченцов В. В. заслужений діяч науки і техніки України, відмінник освіти України, академік Академії політико-правових наук,  Нагороджений почесною грамотою Всесвітньої митної організації за створення  в Україні європейського навчального центру ВМО, відзнаками різних відомств,  органів місцевого самоврядування. 

## Наукова діяльність

### Голова та член редакційних колегій

#### Журналів
- «Customs scientific Journal»[3][4]
- «Публічне управління та адміністрування»[5]
- «Analyses and Studies»[6]

#### Видань за програмою "Реабілітовані історією" (видання з 1995 р.), у т.ч.
- Реабілітовані історією. Дніпропетровська область. Науково-документальна серія книг у 27 томах[7];
- Відроджена пам'ять. Книга нарисів[8];
- Повернені імена. Мартиролог у 4-х книгах[9];

#### Серії книг «Митна справа в Україні», «Податкова та митна справа в Україні», «Митна політика» (видання з 2002 р.) в т.ч.:
- Митний кодекс України та нормативно-правові акти, що регулюють його застосування: Зб.док./ Упорядк.: П. В. Пашко, В. П. Науменко.  К.: Знання, 2004.  1173 с.  (Митна справа в Україні).
- Основи митної справи в Україні: підручник / за аг. Ред.. П. В. Пашка.  К.: Знання, 2008.  651 с. (Митна справа в Україні).
- Митна справа: підручник /П. В. Пашко, І. Г. Бережнюк, В. В. Ченцов, Л. В. Деркач та ін.. ; за  заг. Ред.. П. В. Пашка.  Ірпінь: національний університет ДПС України, 2015. 576 с.

### Основні публікації
- Реабілітація жертв незаконних кримінальних переслідувань, політичних репресій та зловживань владою. Підручник для слухачів магістратури / В. В. Ченцов, В. М. Тертишник. К.: Алерта, 2016. 324 с.  ISBN 978-617-566-363-9
- Політичні репресії в Радянській Україні в 20-ті роки. Тернопіль: Збруч, 2000.  481 с.  (2000);
- Історія митної діяльності Навчальний посібник. Дніпропетровськ: АМСУ,  2013.   249 с.
- Історія митної справи в Україні. К, Знання, 2006.  606 с.
- Механізми державного управління митною справою. Монографія    Дніпропетровськ.:АМСУ, 2012.  473 с.
- Психологія управління в митних органах. Навч. посібник.  Дніпропетровськ: Академія митної служби України, 2008.  521с.
- Митна служба України в системі державного управління. Підручник, Дніпропетровськ, АМСУ, 2008.  361 с.
- Митне право України. К, «Істина» 2007.  328 с.
- Митна енциклопедія: У двох томах. / Редкол.: П. В. Пашко , І. Г. Бережнюк (відп. ред.), В. В. Ченцов  та ін. Хмельницький : ПП Мельник А.А., 2013.  472 с.  ISBN 978-617-7094-09-7
- Міжнародне співробітництво у сфері правосуддя.  Підручник; за заг. ред. д. ю.н. проф. В. М.  Тертишника та докт. наук держ. упр., професора В. В. Ченцова. Київ: Алерта, 2021. 276 с.
- Основи юриспруденції. Підручник. Хрідочкін А. В., Макушев П. В., Ченцов В. В.  Дніпро: Університет митної справи та фінансів, 2021.  396 с.
- Протидія WHITE-COLLAR CRIME (Інтегративний аналіз, коментар законодавства та пошук шляхів його удосконалення) // Навчальний посібник / Д. В. Каменський, О. Г. Кошовий, М. В. Корнієнко, С. Є. Шишков, В. В. Ченцов. Під загальною редакцією доктора юридичних наук, професора  В. М.  Тертишника. Київ: Алерта, 2021. 345 с. ISBN 978-617-566-663-0
- Доказове право: підручник / В.М. Тертишник, О.І. Тертишник, А.Є. Фоменко, В.В. Ченцов; за заг. ред. д. ю.н, професора  В. М.  Тертишника. Київ: Алерта, 2022. 448 с. ISBN 978-617-566-698-2
- Закон України «Про Бюро економічної безпеки України». Науково-практичний коментар. Київ: Алерта, 2022. 290 с.  ISBN 978-617-566-722-4
- Українська правнича енциклопедія / За заг. ред.  В. М.  Тертишника, Л. Р. Наливайко, А. Є. Фоменко, В. В. Ченцова. Київ : Алерта, 2023. 768 с. ISBN 978-617-566-754-5
- Budget planning with the development of the budget process in Ukraine. Investment Management and Financial Innovations, 2020, 18(2), PP. 246—260.
- Marketing environment and marketing management of universities in Ukraine: national and regional dominants Innovative Marketing, 15(1), 2019 01, PP. 1-12
- Modeling the impact assessment of agricultural sector on economic development as a basis for the country's investment potential Alina Bukhtiarova, Arsen Hayriyan, Victor Chentsov and Sergii Sokol (2019). / Investment Management and Financial Innovations, 16(3), 229—240.[10]
- Impact of politically generated shocks on monetary performance: A cross-country comparison / Fedir Zhuravka, Mykhaylo Makarenko, Valerii Osetskyi, Oleksandr Podmarov and Victor Chentsov (2019). Banks and Bank Systems, 14(3), 99- 112.[11]
- The mechanism of higher education funding in Ukraine: nationwide and local perspective ./ Investment Management and Financial Innovations, /15(3), 223—236.[12]

#### Наукові проєкти
- Розбудова митної справи України: витоки, реалії, перехід до сталого розвитку" шифр «Енциклопедія 1/11» (реєстр. № 011U006927), 2011-14 рр.
- «Оптимізація системи управління в умовах розвитку міжнародної економічної інтеграції» (реєстр. № 0106U008034), 2006—2013 рр.
- «Розроблення організаційно-правових засад управління в митній службі України» (реєстр. № 0107U012491), 2008—2012 рр..
- «Управлінські процеси в реалізації митної політики в Україні» (реєстр.        № 0108U011264), 2009—2013 рр.
- «Митне регулювання в зовнішньоторговельній діяльності: історичні аспекти» (реєстр. № 0111U003353), 2011—2015 рр.
- «Розвиток інститутів та механізмів митної та податкової політики України в умовах інтеграційних процесів» (реєстр. № 0115U007041) 2014—2019 рр.
- «Розвиток інституту публічного управління та митного адміністрування на засадах інновативної парадигми» (реєстр. № 0120U101495) 2020—2022 рр.

## Нагороди та почесні звання

#### Професійні нагороди
- Відмінник освіти України (1999);
- Почесна грамота Кабінету Міністрів України (2005);
- Почесне звання «Почесний митник України» (2005);
- Почесне звання «Заслужений діяч науки і техніки України» (2007);
- Почесна грамота Всесвітньої митної організації за створення в Україні Регіонального навчального центру Всесвітньої митної організації (2010);
- Почесний громадянин м. Дніпра (2021)[13]

#### Нагороди Православної Церкви України
- Орден святого Архістратига Михаїла ІІ ступеня (2019);
- Орден святого Архістратига Михаїла І ступеня (2021);
- Орден святого великомученика Юрія Переможця (2021)